# Sin Takes a Holiday
Sin Takes a Holiday è un film del 1930 diretto da Paul L. Stein.

## Produzione
Il film fu prodotto da E.B. Derr per la Pathé Exchange.

## Distribuzione
Distribuito dalla Pathé Exchange, il film uscì nelle sale cinematografiche USA il 10 novembre 1930.